# Jeroni Albertí
Jerónimo "Jeroni" Albertí Picornell (Banyalbufar, 26 de outubro de 1927 — Palma de Maiorca, 21 de fevereiro de 2024) foi um político espanhol. Foi Presidente do Conselho Geral Interinsular entre 1978 e 1982, até sua renúncia, para concentrar seus esforços na criação de um partido regionalista com uma ideologia centrista, a futura Unió Mallorquina (UM). Também foi senador na I legislatura, entre 27 de março de 1979 e 31 de agosto de 1982.
Em 2 de fevereiro de 2006, recebeu a Medalha de Ouro do Governo das Ilhas Baleares, junto a outros ex-presidentes regionais, por seu papel na construção e consolidação da Comunidade Autónoma das Ilhas Baleares.

## Morte
Albertí morreu no dia 21 de fevereiro de 2024 aos 97 anos.